# 许夫人
许夫人，南宋末年、元朝初年畬族婦女，反元起事首领。
1277年（宋端宗景炎二年、元世祖至元十四年），她作為畬族民婦，自稱許夫人，七月，統率福建西南各寨畬軍，跟隨南宋將領張世傑圍攻泉州降元的官員蒲壽庚。1278年（宋帝趙昺祥兴元年、元世祖至元十五年）十二月，建寧府政和縣人黃華，召集鹽夫，聯絡建寧、括蒼等地的人士和許夫人，聯合反元，元世祖下詔派兵征討。